# 張三甲
張三甲（1876年—1898年），字鼎臣，號魁軒，直隸開州（今屬河南濮陽市）人。清朝武狀元。
光緒二十四年（1898年），登武進士一甲第一名，為末代武狀元。張三甲早年跟從安萬傑、楊國昌練習紅拳。登榜同年因病去世。